# George Hearst
George Hearst (3 septembre 1820 - 28 février 1891) était un riche homme d'affaires et sénateur américain, et le père du magnat de la presse William Randolph Hearst.

## Biographie
Hearst est né le 3 septembre 1820 près de Sullivan (Missouri), fils de William G. Hearst et Elizabeth Collins. Outre son passage à l'école publique, il est essentiellement scolarisé à la maison par sa mère, avec laquelle il dira plus tard avoir beaucoup appris. C'est en lisant les livres du docteur Silas Reed, médecin local et dirigeant minier, qu'il apprend les bases techniques du métier de la mine.
George Hearst a investi dans les trois plus grandes aventures minières de l'histoire des États-Unis. Dès 1859, il a été parmi les six premiers actionnaires de l'Ophir Mine, dont il détenait 1/6 du capital, sur le Comstock Lode, vaste gisement d'argent du Nevada. Puis il a investi dans Homestake Mining, le plus important gisement d'or de l'histoire, au moment de la ruée vers l'or dans les Black Hills, et un peu plus tard dans la mine Anaconda Copper de Butte, dans le Montana, société dont il a pris la direction. Son fils l'a convaincu d'investir ensuite dans le San Francisco Examiner, qui a constitué la base de son empire de presse.

## Mort
Hearst meurt, à l'âge de 70 ans, à Washington, D.C. le 28 février 1891.
Il est enterré près de sa femme et de son fils au cimetière de Cypress Lawn à Colma (Californie).

## Dans la culture
Gerald McRaney interprète son rôle dans la série et le film Deadwood.